# Desa Sindangmandi (administrativ by i Indonesien, lat -6,22, long 106,09)
Desa Sindangmandi är en administrativ by i Indonesien.   Den ligger i provinsen Banten, i den västra delen av landet, 80 km väster om huvudstaden Jakarta.